# 9350 Васеда
9350 Васеда (9350 Waseda) — астероїд головного поясу, відкритий 13 жовтня 1991 року.
Тіссеранів параметр щодо Юпітера — 3,507.
Названо на честь університету Васеда (яп. わせだ(早稲田) васеда).